# Chef de l'opposition (Jamaïque)
Pour les articles homonymes, voir Chef de l'opposition.
Le chef de la très loyale opposition de Sa Majesté (en anglais : Leader of Her Majesty's Most Loyal Opposition) en Jamaïque est le chef du parti politique le plus important qui n'a pas formé l'actuel gouvernement. Le chef de l'opposition est considéré comme l'alternative au Premier ministre et dirige le cabinet fantôme de la Jamaïque. Le titulaire actuel du poste est Mark Golding (en) à la suite de la défaite de son parti aux élections générales de 2020 et son ascension à la tête du principal parti d'opposition en Jamaïque, succédant à Peter Phillips (en).

## Chefs de l'opposition en Jamaïque
| #   | Portrait | Nom                           | Mandat            | Mandat            | Affiliation politique          |
| --- | -------- | ----------------------------- | ----------------- | ----------------- | ------------------------------ |
| 1   |          | Norman Manley (1893-1969)     | 1962              | 1969              | Parti national du peuple       |
| 2   |          | Michael Manley (1924-1997)    | 1969              | 2 mars 1972       | Parti national du peuple       |
| 3   |          | Hugh Shearer (1923-2004)      | 2 mars 1972       | 1974              | Parti travailliste de Jamaïque |
| 4   |          | Edward Seaga (1930-2019       | 1974              | 1er novembre 1980 | Parti travailliste de Jamaïque |
| (2) |          | Michael Manley (1924-1997)    | 1er novembre 1980 | 10 février 1989   | Parti national du peuple       |
| (4) |          | Edward Seaga (1930-2019)      | 10 février 1989   | 21 janvier 2005   | Parti travailliste de Jamaïque |
| 5   |          | Kenneth Baugh (1941-2019)     | 21 janvier 2005   | 21 avril 2005     | Parti travailliste de Jamaïque |
| 6   |          | Bruce Golding (1947-)         | 21 avril 2005     | 11 septembre 2007 | Parti travailliste de Jamaïque |
| 7   |          | Portia Simpson-Miller (1945-) | 11 septembre 2007 | 5 janvier 2012    | Parti national du peuple       |
| 8   |          | Andrew Holness (1972-)        | 5 janvier 2012    | 3 mars 2016       | Parti travailliste de Jamaïque |
| (7) |          | Portia Simpson-Miller (1945-) | 3 mars 2016       | 2 avril 2017      | Parti national du peuple       |
| 9   |          | Peter Phillips (en) (1949-)   | 3 avril 2017      | 11 novembre 2020  | Parti national du peuple       |
| 10  |          | Mark Golding (en) (1965-)     | 11 novembre 2020  | en cours          | Parti national du peuple       |